# Robert Rusler
Robert Rusler (20 de septiembre de 1965, Fort Wayne, Indiana, EE. UU.) es un actor estadounidense.

## Carrera
Robert Ruseler empezó a actuar en 1985 en la serie de televisión The Facts of Life, ese mismo año actuó en la película Weird Science junto a Anthony Michael Hall, Kelly LeBrock y Ilan Mitchell-Smith, y en Pesadilla en Elm Street 2: La Venganza de Freddy junto a Mark Patton, Kim Myers y Robert Englund.
En 1990 actuó en varios episodios de la serie de televisión The Outsiders. En 1991 actuó en la película Sometimes They Come Back junto a Tim Matheson y Brooke Adams. 
En 1986 Actúa en la película Vamp, interpreta a un joven popular de nombre AJ, que junto a dos amigos van a los barrios bajos, a un club de nudistas para contratar a una chica para poder ingresar a una fraternidad. El tiene una entrevista con la mujer principal del show, se deja seducir, luego es mordido y descubre el horror, es una vampiresa que absorbe toda su sangre, luego es encontrado muerto en la basura por sus amigos, llaman a la policía, pero aparece vivo aclarando que el está bien, que fue una broma que les jugó. Cuando se quedan a solas, su mejor amigo le solicita explicaciones... pero este se transforma en vampiro y lo ataca, no puede por el cariño que le tiene, y se suicida, aparece al final de la película rescatando a su amigo y a la única chica del lugar que no era vampiresa, una mesera que tenía una historia previa con Keith (Chris Makepeace), el mejor amigo de AJ, aclarando que la estaca con la que se suicidó no era de madera, si no de un sintético.
En 1993 actuó en la película Amityville: A New Generation junto a Ross Partridge. En 2006 actuó en la película The Hunt junto a Joe Michael Burke y Cliff De Young. Robert Rusler para 2011 actuará en la película Delivered.

## Filmografía

### Películas
- Delivered (2011) .... Wiggs
- LA LA Land (2008) .... Jerry Flaxman
- Agenda (2007) .... Alec Foster
- Forfeit (2007) .... Jimmy
- The Hunt (2006) .... Atticus Monroe
- Shifted (2006) .... Skippy, Tail O' The Pup Employee
- Surveillance (2006) .... Ben Palmer
- Rebound (2005) .... Falcon Coach
- The Whole Ten Yards (2004) .... Policía #2
- Air Strike (2002) .... Ben Garret
- Wasted in Babylon (1999) .... Chaz
- The Underworld (1997) .... Dick
- Amityville: A New Generation (1993) .... Ray
- Crisis in the Kremlin (1992) .... Jack Reilly
- Final Embrace (1992) .... Kyle Lambton
- Sometimes They Come Back (1991) .... Richard Lawson
- Shag (1989) .... Buzz
- Tonight's the Night (1987) .... Kenny Costner
- Thrashin' (1986) .... Tommy Hook
- Vamp (1986) .... AJ
- Dangerously Close (1986)
- Pesadilla en Elm Street 2: La Venganza de Freddy (1985) .... Ron Grady
- Weird Science (1985) .... Max

### Series de televisión
- Medium .... Kidnapper #1 (Episodio: Do you hear what I hear?, 2008)
- The Unit .... Coronel (Episodio: M.P.s, 2007)
- The Closer .... Joe White (Episodio: Lovers leap, 2007)
- 24 .... Hank (Episodio: Day 5: 11:00 a. m.-12:00 p. m., 2006)
- Navy NCIS: Naval Criminal Investigative Service .... Lt. Col. Curtis Teague (Episodio: Vanished, 2004)
- Cold Case .... Lt. Nash Cavanaugh (Episodio: The plan, 2004)
- Dragnet (Episodio: Slice of life, 2003)
- Enterprise .... Orgoth (Episodio: Anomaly, 2003)
- Robbery Homicide Division .... Greg Caton (Episodio: In/Famous, 2002)
- Snoops (Episodio: Bedfellas, 1999)
- Mike Hammer, Private Eye .... Jimmy Grecco (Episodio: The long road to nowhere, 1998)
- Murder, She Wrote .... Pete Menteer (Episodio: The secret of Gila Junction, 1995)
- Babylon 5 .... Warren Keffer (22 episodios, 1994-1995)
- Angel Falls (1993) .... Toby Riopelle
- The Outsiders .... Tim Shepard (13 episodios, 1990)
- The Facts of Life .... Neil (2 episodios, 1985)